# Torrinha (kommun)
Torrinha är en kommun i Brasilien.   Den ligger i delstaten São Paulo, i den sydöstra delen av landet, 700 km söder om huvudstaden Brasília. Antalet invånare är 9 330.
Följande samhällen finns i Torrinha:
- Torrinha

Omgivningarna runt Torrinha är huvudsakligen savann. Runt Torrinha är det glesbefolkat, med 18 invånare per kvadratkilometer.